# Arienis
Arienis (em grego: Άρύηνις Arúēnis) foi uma princesa lídia que viveu no século VI a.C. Segundo o historiador grego Heródoto, ela era filha do rei lídio Alíates e, portanto, irmã do futuro rei Creso.
Ela era neta de Sadiates II e de sua esposa Lide, e bisneta de Ardis II. Seu pai, Alíates (r. 600–560 a.C.), foi o quarto rei da dinastia Mermnada que reinou na Lídia. Ela tinha pelo menos dois irmãos: Creso, filho de Alíates com uma mulher cária, e Pantaleão, filho de Alíates com uma mulher grega. Arienis também tinha uma irmã que era casada com Melas, tirano da cidade grega de Éfeso. Creso nasceu em c. 595 a.C. e sua irmã Arienis devia ser dois ou três anos mais velha que ele, sendo que em 585 a.C. já tinha idade para se casar.
De acordo com Heródoto, Alíates e Ciaxares, rei do Império Medo, estavam em guerra constante desde 590 a.C., mas após a Batalha do Hális, os dois combatentes concluíram um tratado de paz. O acordo foi selado com o casamento diplomático de Arienis com Astíages, filho e sucessor de Ciaxares, fortalecendo assim sua aliança. Por meio desse casamento, Astíages se tornou genro de Alíates e cunhado de Creso, que assumiu o trono da Lídia em 560 a.C. Essa aliança preservou a Lídia por mais uma geração, durante a qual desfrutou de seu período mais brilhante. De fato, não há nenhuma fonte independente contra a qual o relato de Heródoto possa ser verificado.
Após o tratado, Ciaxares morreu, deixando o trono para seu filho Astíages. Com seu marido no trono, Arienis se tornou a rainha-consorte e possivelmente foi mãe de Amitis, que se casou com Ciro, o Grande, fundador do Império Aquemênida. Mandane era filha de Astíages, mas Heródoto não menciona claramente que Arienis seja a mãe de Mandane e há especulação de que Mandane pode ter nascido de uma esposa anterior de Astíages. Mandane teria sido casada com o rei persa Cambises I, a quem ela deu à luz um filho chamado Ciro. A possibilidade de Mandane ser filha de outra esposa de Astíages ganha força, pois se consideramos a data do nascimento de Ciro em 576 a.C. seria impossível Mandane ser filha de Arienis. No entanto, a historicidade do casamento entre Mandane e Cambises é duvidosa. De fato, se Arienis for a mãe de Mandane, ela também seria sogra de Cambises I e avó materna de Ciro.
A queda de seu marido por Ciro, o Grande em 550 a.C., deu a Creso uma razão justa para cruzar o rio Hális no intuito de se vingar dos persas.

## Etimologia
O nome Arienis vem da transliteração latina do grego antigo Ἀρύηνις Arúēnis, que era a forma helenizada de um nome lídio cognato com o termo hitita 𒂖 arawanni-,
que significa "livre", ou seja, uma pessoa livre, em oposição a uma pessoa escravizada ou não livre.